# Red UNO
Red Uno de Bolivia (precedentemente Red Unión Nacional de Organizaciones Televisivas S.A, abbreviato come Red UNO TV) è una rete televisiva boliviana, proprietà di Grupo Kuljis.